# 愛のドラマシリーズ
『愛のドラマシリーズ』（あいのドラマシリーズ）は、1977年4月4日から1979年3月26日まで東京12チャンネル（現：テレビ東京）の毎週月曜21:00 - 21:54（JST）に放送されたテレビドラマ放送枠の名称である。

## 概要
東京12チャンネルの月曜21時枠は、それまで『プレイガールシリーズ』や海外作品『特別狙撃隊S.W.A.T.』といった、アクションドラマを放送していたが、1977年春の改編で『S.W.A.T.』が火曜20:00に移動したのを機に、それらとは内容を一新した、「愛」をテーマとするドラマ枠を新設した。
主演は一部を除き女優で、放送は2ヶ月サイクルとした。
放送は2年・全12作続き、この後は再びお色気アクションドラマ『ザ・スーパーガール』『ミラクルガール』を放送する。

## 放送作品一覧

### 1977年
- チーちゃん ごめんね（4月4日～5月30日）
- 葦麻の家（6月6日～7月25日）
- いとしのエルザ（8月1日～10月3日）
- 海のオルゴール（10月10日～11月28日）
- 芙蓉の人（12月5日～1978年1月30日）

### 1978年
- おにいちゃんはいちばんぼし（2月6日～3月27日）
- いずこより（4月3日～5月29日）
- 美しき背信（6月5日～7月24日）
- お父さんありがとう（7月31日～9月18日）
- あなたの光でいたい（9月25日～11月13日）
- 孤独の賭け（第2シリーズ）（11月20日～1979年1月15日） - 第1シリーズはNET（現：テレビ朝日）で放送。

### 1979年
- 泣かないで母さん（1月22日～3月26日）